# もものはるな
ももの はるな（1991年11月25日 - ）は、日本のタレント、声優。神奈川県出身。リマックス業務提携。

## 人物・来歴
東京アニメーター学院を経て、2012年より東京俳優生活協同組合に所属。
趣味は料理、映画鑑賞。特技は鯉の掴み取り。好物はTwitterでも発信している通り牛乳、十割蕎麦、へぎ蕎麦。
2022年9月30日、東京俳優生活協同組合を契約満了のため退所し、10月1日からはフリーランスで活動することを発表した。また、同年夏頃より体調不良が続いており、同月12日、持病の悪化により、療養専念のため年内の活動を休止することを発表した。2023年1月1日、リマックスとの業務提携を発表した。私生活では、2024年8月31日に、子供を出産したことをX（旧Twitter）で報告している。

## 出演

### テレビアニメ
時期不明
- アンニュイ

2010年
- たまタン劇場（2号、8号、ナレーション）

2011年
- 緋弾のアリア
- ゆるゆり（2011年 - 2012年、生徒、少女B、店員） - 2シリーズ

2012年
- この中に1人、妹がいる!（後輩少女）
- しばいぬ子さん（生徒）
- 超訳百人一首 うた恋い。（見送りの人）

2013年
- DEVIL SURVIVOR2 the ANIMATION（ヘケト）
- レゴ チーマ 〜アニマル戦士たちの伝説〜（エリス）
- リコーダーとランドセル ミ☆（通行人女性）

2014年
- お姉ちゃんが来た（美子）
- デンキ街の本屋さん（女の子D）

2015年
- 城下町のダンデライオン（クラスメイト）
- レーカン!（浮遊霊〈女性〉）
- わしも（客）

2017年
- スクールガールストライカーズ Animation Channel（高嶺アコ）
- 喧嘩番長 乙女 -Girl Beats Boys-（いじめっ子3）
- ナナマル サンバツ（古河珠美）

2018年
- ソラとウミのアイダ（榊原マリ子）

2019年
- 私、能力は平均値でって言ったよね!（女性客、少年ブーンクリフト）

2020年
- D4DJ（2020年 - 2023年、矢野緋彩） - 2シリーズ+特別編

2021年
- ぷっちみく♪ D4DJ Petit Mix（矢野緋彩）
- D_CIDE TRAUMEREI THE ANIMATION（トリス）

### OVA
- Hi☆sCoool! セハガール コンプリートDVD 〜7人揃ってHiな気分でVサイン！ 1bitオマケつき！〜（2016年、ロボピッチャ）

### ゲーム
2013年
- 機巧少女は傷つかない Facing "Burnt Red"（メティス）

2014年
- スクールガールストライカーズ（高嶺アコ）
- アイコレ（泡沫瑞希）
- トイズドライブ（能見ささげ）
- LORD of VERMILION III（ラケシス）

2015年
- 家電少女（ロボピッチャ）
- ブレイブソード×ブレイズソウル

2016年
- チェインクロニクル（“小さな巨人”ロボピッチャ）
- ソードアート・オンライン コード・レジスタ（カーラ）

2017年
- ソラとウミのアイダ（榊原まり子）
- ぷよぷよ!!クエスト（2017年 - 2019年、シャンファ、リャタフー、パンプキン）

2018年
- オンゲキ（井之原小星）

2020年
- ブレイブソード×ブレイズソウル（ファイブハンドレッド）
- D4DJ Groovy Mix（矢野緋彩）

2021年
- D_CIDE TRAUMEREI（トリス）

2022年
- Re:ステージ!プリズムステップ（井之原小星）

2024年
- モンスターストライク（ドゥルヨーダナ）

### ドラマCD
- スクールガールストライカーズ 〜トゥインクルメロディーズ〜 Melody Collection ボイスドラマ（高嶺アコ）
- セガ・ハード・ガールズ ドラマCD「アイドルオーディション」（ロボピッチャ[27]）
- 無邪気の楽園（サヨ）※「ヤングアニマル嵐」2013年8号付録CD・コミックス第4巻限定版付属CD[28]

### 吹き替え
- 母の日のおくりもの（ジェイラン役[2]）
- TENDERNESS[2]

### テレビ番組
- NEWS C-master（千葉テレビ、2008年 - ）「ヴェンガ!バルドラール」担当
- D1 KING!（BSフジ、2009年）MC担当（ぼれろと共演）
- 真王伝説（テレビ埼玉、2012年8月 - 2012年?月[29]）
- ドラゴンボールヒーローズヒーローズロードV（アニマックス、2014年-）
- ちば旅コンシェルジュ 「空から千葉さんぽ！」（千葉テレビ、2017年6月10日）
- 市町村てくてく散歩#17（千葉テレビ、2021年9月3日） - リポーターとして[30][31]

### 映画
- 湾岸ミッドナイト THE MOVIE（2009年) 女子大生役

### 舞台
- 舞台「プロジェクト東京ドールズ」（2019年2月27日 - 3月10日、新宿村LIVE） - 南田カナ 役
- 朗読＆トークイベント TOKYO READING CIRCUS 1st stage『5-Five!-』（2021年9月4日、TACCS1179） - 都築蹴子、サテトム、アカカブリ 役[32]

### ラジオ
※はインターネット配信。
- セハガールのハードなSEGA情報RADIO「セハラジ」（2015年 - 2018年、超!A&G+※・AG-ON Premium※）[33]

### インターネット
- アイドル生放送局「月曜日」（2012年6月-8月、ニコニコ生放送）
- 白石稔のアキバなう！（時期不明、ニコニコ生放送）

### その他
- パチスロ L D4DJ Pachi-Slot Mix（2024年、矢野緋彩[34]）

## ディスコグラフィ

### デジタルシングル
- にゃあにゃあ気分（ふわわか/『森田さんは無口。2』主題歌）
- Going!!（ふわわか/『レゴチーマ』）

### キャラクターソング
| 発売日   | 商品名                                                                            | 歌 | 楽曲                                                                                     | 備考                                                                      |
| 2014年   | 2014年                                                                            | 2014年 | 2014年                                                                                   | 2014年                                                                    |
| -------- | --------------------------------------------------------------------------------- | --- | ---------------------------------------------------------------------------------------- | ------------------------------------------------------------------------- |
| 10月22日 | Blooming!!/若い力 -SEGA HARD GIRLS MIX-                                           | SC-3000（相沢舞）、SG-1000（芹澤優）、SG-1000II（大空直美）、ゲームギア（田中美海）、ロボピッチャ（もものはるな）        | 「若い力 -SEGA HARD GIRLS MIX-」                                                         | テレビアニメ『Hi☆sCoool! セハガール』エンディングテーマ                   |
| 2016年   |                                                                                   | |                                                                                          |                                                                           |
| 7月6日   | ついて来い！メガドライバー/レッツゴー！ぴっちゃん〜あぁ青春の日々〜               | ロボピッチャ（もものはるな）                                                                                             | 「レッツゴー！ぴっちゃん〜あぁ青春の日々〜」                                             | 『セガ・ハード・ガールズ』関連曲                                          |
| 2018年   |                                                                                   | |                                                                                          |                                                                           |
| 1月24日  | スクールガールストライカーズ 〜トゥインクルメロディーズ〜 Melody Collection       | ココナッツ・ベガ | 「サテライト・ラブ」                                                                     | ゲーム『スクールガールストライカーズ 〜トゥインクルメロディーズ〜』関連曲 |
| 8月17日  | スクールガールストライカーズ 〜トゥインクルメロディーズ〜 Melody Collection Vol.2 | ココナッツ・ベガ | 「Mystic Girl」                                                                          | ゲーム『スクールガールストライカーズ 〜トゥインクルメロディーズ〜』関連曲 |
| 8月17日  | スクールガールストライカーズ 〜トゥインクルメロディーズ〜 Melody Collection Vol.2 | 澄原サトカ（日高里菜）、高嶺アコ（もものはるな）                                                                         | 「Denshin!」                                                                             | ゲーム『スクールガールストライカーズ 〜トゥインクルメロディーズ〜』関連曲 |
| 2019年   |                                                                                   | |                                                                                          |                                                                           |
| 6月26日  | ONGEKI Vocal Collection 04                                                        | 7EVENDAYS⇔HOLIDAYS | 「めんどーい！やっほーい！ともだち！」                                                   | ゲーム『オンゲキ』関連曲                                                  |
| 6月26日  | ONGEKI Vocal Collection 04                                                        | 井之原小星（もものはるな）                                                                                               | 「GAME IS LIFE」 「めんどーい！やっほーい！ともだち！」                                  | ゲーム『オンゲキ』関連曲                                                  |
| 2020年   |                                                                                   | |                                                                                          |                                                                           |
| 1月29日  | Dig Delight! Bver.                                                                | 燐舞曲 | 「瞬動-movement-」                                                                       | 『D4DJ』関連曲                                                            |
| 2月26日  | ONGEKI Vocal Collection 07                                                        | LEAFシューターズ | 「Heart Cooking Recipe」                                                                 | ゲーム『オンゲキ』関連曲                                                  |
| 2月26日  | ONGEKI Vocal Collection 07                                                        | 井之原小星（もものはるな）                                                                                               | 「Heart Cooking Recipe」                                                                 | ゲーム『オンゲキ』関連曲                                                  |
| 4月22日  | ONGEKI Sound Collection 03 Splash Dance!!                                         | 星咲あかり（赤尾ひかる）、高瀬梨緒（久保ユリカ）、日向千夏（岡咲美保）、桜井春菜（近藤玲奈）、井之原小星（もものはるな） | 「Splash Dance!!」                                                                       | ゲーム『オンゲキ』関連曲                                                  |
| 4月22日  | ONGEKI Sound Collection 03 Splash Dance!!                                         | 井之原小星（もものはるな）                                                                                               | 「Splash Dance!!」                                                                       | ゲーム『オンゲキ』関連曲                                                  |
| 4月22日  | Direct Drive!                                                                     | 燐舞曲 | 「カレンデュラ」                                                                         | 『D4DJ』関連曲                                                            |
| 6月24日  | Cosmic CoaSTAR                                                                    | 燐舞曲 | 「Horizontal Oath」                                                                      | 『D4DJ』関連曲                                                            |
| 11月18日 | prayer[s]                                                                         | 燐舞曲 | 「prayer[s]」 「ニルヴァナ」                                                             | 『D4DJ』関連曲                                                            |
| 2021年   |                                                                                   | |                                                                                          |                                                                           |
| 1月20日  | D4DJ Groovy Mix カバートラックス vol.1                                            | 燐舞曲 | 「名前のない怪物」 「DESIRE -情熱-」                                                     | ゲーム『D4DJ Groovy Mix』関連曲                                           |
| 2月24日  | ぐるぐるDJ TURN!!                                                                 | D4DJ ALL STARS | 「LOVE!HUG!GROOVY!!」                                                                    | ゲーム『D4DJ Groovy Mix』主題歌                                           |
| 7月21日  | クライノイド                                                                      | 燐舞曲 | 「クライノイド」 「群青のフローセカ」                                                    | 『D4DJ』関連曲                                                            |
| 7月21日  | D4DJ Groovy Mix カバートラックス vol.2                                            | 燐舞曲 | 「東京テディベア」 「無限∞REBIRTH」                                                      | ゲーム『D4DJ Groovy Mix』関連曲                                           |
| 8月25日  | ONGEKI Vocal Party 05                                                             | 7EVENDAYS⇔HOLIDAYS | 「最っ高のエンタメだ!!」                                                                 | ゲーム『オンゲキ』関連曲                                                  |
| 8月25日  | ONGEKI Vocal Party 05                                                             | 井之原小星（もものはるな）                                                                                               | 「最っ高のエンタメだ!!」                                                                 | ゲーム『オンゲキ』関連曲                                                  |
| 8月28日  | なんてカラフルな世界！[D4DJ Remix]                                                | D4DJ ALL STARS | 「なんてカラフルな世界！[D4DJ Remix]」                                                   | ゲーム『D4DJ Groovy Mix』関連曲                                           |
| 11月10日 | [Re] termination                                                                  | 燐舞曲 | 「[Re] termination」 「Celsius」                                                         | 『D4DJ』関連曲                                                            |
| 11月24日 | D4DJ 6ユニット3rd Single連動購入特典CD                                            | D4DJ ALL STARS | 「ぷっちみくパーチナィ！」                                                               | 『D4DJ』関連曲                                                            |
| 11月24日 | D4DJ 6ユニット3rd Single連動購入特典CD C ver.                                     | 燐舞曲 | 「ぷっちみくパーチナィ！」                                                               | 『D4DJ』関連曲                                                            |
| 2022年   |                                                                                   | |                                                                                          |                                                                           |
| 1月26日  | D4DJ Groovy Mix カバートラックス vol.3                                            | 燐舞曲 | 「輪舞-revolution」 「おなじ星」                                                         | ゲーム『D4DJ Groovy Mix』関連曲                                           |
| 4月27日  | D4DJ Groovy Mix カバートラックス vol.4                                            | 燐舞曲 | 「Leia」 「Journey through the Decade」                                                  | ゲーム『D4DJ Groovy Mix』関連曲                                           |
| 5月25日  | 神蕾-シン・ライ- A ver.                                                           | 燐舞曲 | 「BLACK LOTUS」                                                                          | テレビアニメ『D_CIDE TRAUMEREI THE ANIMATION』エンディングテーマ          |
| 5月25日  | 神蕾-シン・ライ- A ver.                                                           | 燐舞曲 | 「神蕾-シン・ライ-」 「夜想曲」 「ReTINA」 「群青のフローセカ (神蕾-シン・ライ- Remix)」 | 『D4DJ』関連曲                                                            |
| 5月25日  | 神蕾-シン・ライ- B ver.                                                           | 燐舞曲 | 「ニルヴァナ (神蕾-シン・ライ- Remix)」                                                  | 『D4DJ』関連曲                                                            |
| 7月20日  | D4DJ Groovy Mix カバートラックス vol.5                                            | 燐舞曲 | 「unravel」 「I believe what you said」                                                  | ゲーム『D4DJ Groovy Mix』関連曲                                           |
| 7月20日  | D4DJ Groovy Mix カバートラックス vol.5                                            | 大鳴門むに（三村遙佳）、花巻乙和（岩田陽葵）、福島ノア（佐藤日向）、矢野緋彩（もものはるな）、春日春奈（進藤あまね）     | 「五等分の気持ち」                                                                       | ゲーム『D4DJ Groovy Mix』関連曲                                           |
| 10月26日 | D4DJ Groovy Mix カバートラックス vol.6                                            | 燐舞曲 | 「深い森」 「killy killy JOKER」                                                         | ゲーム『D4DJ Groovy Mix』関連曲                                           |
| 11月16日 | FAKE OFF / 天使と悪魔                                                             | Merm4id×燐舞曲 | 「FAKE OFF」                                                                             | テレビアニメ『D4DJ Double Mix』主題歌                                     |
| 11月16日 | FAKE OFF / 天使と悪魔                                                             | Merm4id×燐舞曲 | 「天使と悪魔」                                                                           | 『D4DJ』関連曲                                                            |
| 2023年   |                                                                                   | |                                                                                          |                                                                           |
| 1月25日  | D4DJ Groovy Mix カバートラックス vol.7                                            | 燐舞曲 | 「DAYBREAK'S BELL」 「カミサマネジマキ」                                                 | ゲーム『D4DJ Groovy Mix』関連曲                                           |
| 2月15日  | Maihime                                                                           | 燐舞曲 | 「ARCANA」                                                                               | テレビアニメ『D4DJ All Mix』挿入歌                                        |
| 5月3日   | - 茈 -                                                                            | 燐舞曲 | 「-World Etude-」 「昊天 -koten-」 「ReTINA（Maozon Remix）」 「prayer（咲人-Remix-）」  | 『D4DJ』関連曲                                                            |
| 7月12日  | D4DJ Groovy Mix カバートラックス vol.8                                            | 燐舞曲 | 「KiLLiNG ME」 「奏（かなで）」                                                          | ゲーム『D4DJ Groovy Mix』関連曲                                           |
| 9月20日  | 夢想曲 -Träumerei-                                                                | 燐舞曲 | 「夢想曲 -Träumerei-」 「花の手錠と魔物の箱庭」                                          | 『D4DJ』関連曲                                                            |
| 12月20日 | D4DJ EXCLUSIVE TRACKS                                                             | D4DJ ALL STARS | 「LOVE!HUG!GROOVY!! +nova」                                                              | ゲーム『D4DJ Groovy Mix』関連曲                                           |
| 12月20日 | D4DJ EXCLUSIVE TRACKS                                                             | 燐舞曲 | 「瞬動-movement-（Maozon Remix）」                                                       | ゲーム『D4DJ Groovy Mix』関連曲                                           |
| 2024年   |                                                                                   | |                                                                                          |                                                                           |
| 2月14日  | 雨音                                                                              | 燐舞曲 | 「雨音」 「Blooming rose in the other world」                                            | ゲーム『D4DJ Groovy Mix』関連曲                                           |
| 4月24日  | D4DJ Groovy Mix カバートラックス vol.9                                            | 燐舞曲 | 「デート・ア・ライブ」 「火炎」                                                          | ゲーム『D4DJ Groovy Mix』関連曲                                           |
| 5月22日  | D4DJ XROSS∞BEAT                                                                   | Merm4id×燐舞曲 | 「Vs or vS」                                                                             | ゲーム『D4DJ Groovy Mix』関連曲                                           |
| 5月22日  | D4DJ XROSS∞BEAT                                                                   | Photon Maiden×燐舞曲 | 「灰燼のアシェンプテル」                                                                 | ゲーム『D4DJ Groovy Mix』関連曲                                           |
| 2025年   |                                                                                   | |                                                                                          |                                                                           |
| 1月15日  | -未来-                                                                            | 燐舞曲 | 「ラストソング」                                                                         | 『D4DJ』関連曲                                                            |
| 1月15日  | -未来-                                                                            | 矢野緋彩（もものはるな）                                                                                                 | 「魔・カ・セ・テ Tonight」                                                               | ゲーム『D4DJ Groovy Mix』関連曲                                           |
| 3月5日   | SUPERSTAR                                                                         | Happy Around!・Peaky P-key・Photon Maiden・Merm4id・燐舞曲・Lyrical Lily・UniChØrd                                       | 「SUPERSTAR」                                                                            | ゲーム『D4DJ Groovy Mix』関連曲                                           |

## ライブ・イベント

### 合同ライブ
| 出演日              | タイトル                                             | 会場                                             |
| ------------------- | ---------------------------------------------------- | ------------------------------------------------ |
| 2019年7月20日・21日 | D4DJ 1st LIVE Day1：+Argonavis Day2：+RAISE A SUILEN | 幕張メッセ 国際展示場1ホール（千葉県）           |
| 2019年10月14日      | D4DJ 2nd LIVE -Day Party- / -Nonstop Night-          | 品川プリンスホテル ステラボール（東京都）        |
| 2020年1月31日       | D4DJ D4 FES. -Departure-                             | TOKYO DOME CITY HALL（東京都）                   |
| 2020年10月11日      | グルミク Presents D4DJ D4 FES. 〜LOVE!HUG!GROOVY!!〜 | 東京ガーデンシアター（東京都）                   |
| 2021年5月29日       | D4DJ D4 FES. -Be Happy- REMIX                        | 富士急ハイランド・コニファーフォレスト（山梨県） |

### シリーズ一覧
1. ↑  第1期『First Mix』（2020年）、特別編『Double Mix』（2022年）、第2期『All Mix』（2023年）

### ユニットメンバー
1. ↑  雪代マリ（田野アサミ）、居吹イミナ（小林ゆう）、不知火ハヅキ（冨岡美沙子）、東雲リョウコ（山本希望）、高嶺アコ（もものはるな）
2. 1 2  柏木咲姫（石見舞菜香）、井之原小星（もものはるな）
3. 1 2 3 4 5 6 7 8 9 10 11 12 13 14 15 16  青柳椿（加藤里保菜）、月見山渚（大塚紗英）、矢野緋彩（もものはるな）、三宅葵依（つんこ）
4. ↑  藤沢柚子（久保田梨沙）、井之原小星（もものはるな）、九條楓（佳村はるか）
5. 1 2 3  愛本りんく（西尾夕香）、明石真秀（各務華梨）、大鳴門むに（三村遙佳）、渡月麗（志崎樺音）、山手響子（愛美）、犬寄しのぶ（高木美佑）、笹子・ジェニファー・由香（小泉萌香）、清水絵空（倉知玲鳳）、出雲咲姫（紡木吏佐）、新島衣舞紀（前島亜美）、花巻乙和（岩田陽葵）、福島ノア（佐藤日向）、瀬戸リカ（平嶋夏海）、水島茉莉花（岡田夢以）、日高さおり（葉月ひまり）、松山ダリア（根岸愛）、青柳椿（加藤里保菜）、月見山渚（大塚紗英）、矢野緋彩（もものはるな）、三宅葵依（つんこ）、桜田美夢（反田葉月）、春日春奈（進藤あまね）、白鳥胡桃（深川瑠華）、竹下みいこ（渡瀬結月）
6. 1 2 3  瀬戸リカ（平嶋夏海）、水島茉莉花（岡田夢以）、日高さおり（葉月ひまり）、松山ダリア（根岸愛）
7. ↑  愛本りんく（西尾夕香）、明石真秀（各務華梨）、大鳴門むに（三村遙佳）、渡月麗（入江麻衣子）、山手響子（愛美）、犬寄しのぶ（高木美佑）、笹子・ジェニファー・由香（小泉萌香）、清水絵空（倉知玲鳳）、出雲咲姫（紡木吏佐）、新島衣舞紀（七木奏音）、花巻乙和（岩田陽葵）、福島ノア（佐藤日向）、瀬戸リカ（平嶋夏海）、水島茉莉花（岡田夢以）、日高さおり（葉月ひまり）、松山ダリア（根岸愛）、青柳椿（加藤里保菜）、月見山渚（大塚紗英）、矢野緋彩（もものはるな）、三宅葵依（つんこ）、桜田美夢（反田葉月）、春日春奈（進藤あまね）、白鳥胡桃（深川瑠華）、竹下みいこ（渡瀬結月）、海原ミチル（小岩井ことり）、一星ルミナ（高橋花林）、四ノ宮心愛（由良朱合）、天堂はやて（天麻ゆうき）、ネオ（May'n）、ソフィア（相坂優歌）、エルシィ（鷲見友美ジェナ）、ヴェロニカ（山田美鈴）
8. 1 2  出雲咲姫（紡木吏佐）、新島衣舞紀（七木奏音）、花巻乙和（岩田陽葵）、福島ノア（佐藤日向）
9. ↑  愛本りんく（西尾夕香）、明石真秀（各務華梨）、大鳴門むに（三村遙佳）、渡月麗（入江麻衣子）
10. ↑  山手響子（愛美）、犬寄しのぶ（高木美佑）、笹子・ジェニファー・由香（小泉萌香）、清水絵空（倉知玲鳳）
11. ↑  桜田美夢（反田葉月）、春日春奈（進藤あまね）、白鳥胡桃（深川瑠華）、竹下みいこ（渡瀬結月）
12. ↑  海原ミチル（小岩井ことり）、一星ルミナ（高橋花林）、四ノ宮心愛（由良朱合）、天堂はやて（天麻ゆうき）